# ماريو موريتي (إرهابي)
ماريو موريتي (بالإيطالية: Mario Moretti)‏ هو إرهابي إيطالي، ولد في 16 يناير 1946 في Porto San Giorgio ‏ في إيطاليا.

## وصلات خارجية
- ماريو موريتي على موقع IMDb (الإنجليزية)